# St. Maria und Johannes (Pommersfelden)

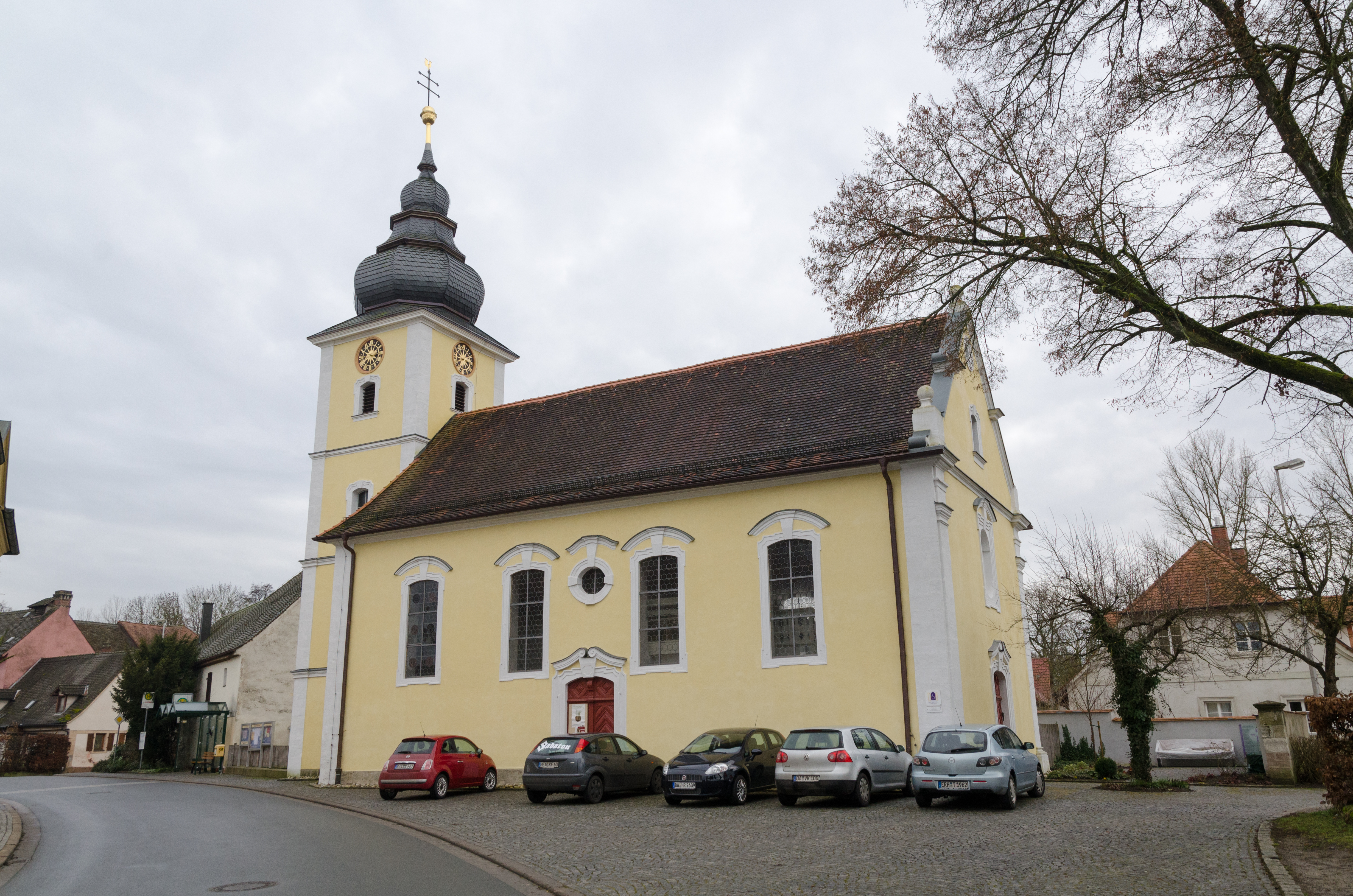
St. Maria und Johannes (Pommersfelden)

Die evangelisch-lutherische Pfarrkirche St. Maria und Johannes steht am Mühlweg 1 in Pommersfelden, einer Gemeinde im oberfränkischen Landkreis Bamberg in Bayern. Die denkmalgeschützte Kirche entstand Mitte des 18. Jahrhunderts. Die Kirchengemeinde gehört zum Dekanat Bamberg im Kirchenkreis Bayreuth der Evangelisch-Lutherischen Kirche in Bayern.

## Beschreibung
Die Kirche hat drei Vorgängerbauten. Der älteste ist eine Kapelle, die bereits 1349 bestand, als Pommersfelden zur Pfarrei erhoben wurde. Das vierte Gotteshaus ist eine Saalkirche, die 1750 errichtet wurde. Sie besteht aus einem mit einem Satteldach bedeckten Langhaus und einem viergeschossigen, mit einer schiefergedeckten Welschen Haube bedeckten Chorturm im Osten. Das oberste Geschoss des Chorturms beherbergt die Turmuhr und den Glockenstuhl. In der Fassade im Westen, die Pilaster an den Ecken hat, befindet sich das Portal. Zur Kirchenausstattung gehört der Altar von 1770, der zusammen mit der integrierten Kanzel von 1599 einen Kanzelaltar bildet. Unter dem Chorturm liegt die Gruft der Truchseß von Pommersfelden. Die Orgel mit 19 Registern, 2 Manualen und einem Pedal wurde 1986 von Horst Hoffmann errichtet.